# Euapatura iwasei
Euapatura iwasei är en fjärilsart som beskrevs av Suguru Igarashi 1971. Euapatura iwasei ingår i släktet Euapatura och familjen praktfjärilar. Inga underarter finns listade i Catalogue of Life.